# Drachma proctocomys
Drachma proctocomys là một loài bướm đêm trong họ Crambidae. Chúng là loài duy nhất trong chi Drachma.